# Aristolochia fangchi
Aristolochia fangchi är en piprankeväxtart som beskrevs av Y.C. Wu och L.D. Chow & S.M. Hwang. Aristolochia fangchi ingår i släktet piprankor, och familjen piprankeväxter. Inga underarter finns listade i Catalogue of Life.